# Congregació Benedictina de Solesmes
La Congregació de Solesmes, en llatí Congregatio Solesmensis, és una congregació monàstica de l'Orde de Sant Benet, fundada com a Congregació de França en 1837, recuperant la tradició de les antigues congregacions franceses de Cluny, Sant Maur i els Sants Vitó i Hidulf, suprimides durant la Revolució francesa (1790). Els seus membres posposen al seu nom les sigles de l'orde benedictí: O.S.B.

## Història
L'abadia de Saint-Pierre de Solesmes havia estat fundada en 1010 per Godfred de Sablé a Solesmes (Sarthe), Loira). Habitada per benedictins, fou suprimida en 1790, i els edificis i béns monàstics secularitzats.
En 1833, el priorat fou adquirit pel sacerdot Prosper Guéranger (1805-1875), qui s'hi establí l'11 de juliol del mateix anys amb tres companys, reiniciant-hi la vida monàstica d'acord amb la Regla de Sant Benet. Guéranger fou elegit abat de la comunitat, que fou la primera benedictina establerta a França des de 1790.
Dom Guéranger anà a Roma, on l'1 de setembre de 1837 va obtenir del papa Gregori XVI un breu apostòlic segons el qual Solesmes esdevenia abadia mare de la Congregació de França de l'Orde de Sant Benet, i se'n nomenava superior general Guéranger.
Solesmes es convertí en el centre del moviment de renovació litúrgica i de restauració del cant gregorià.

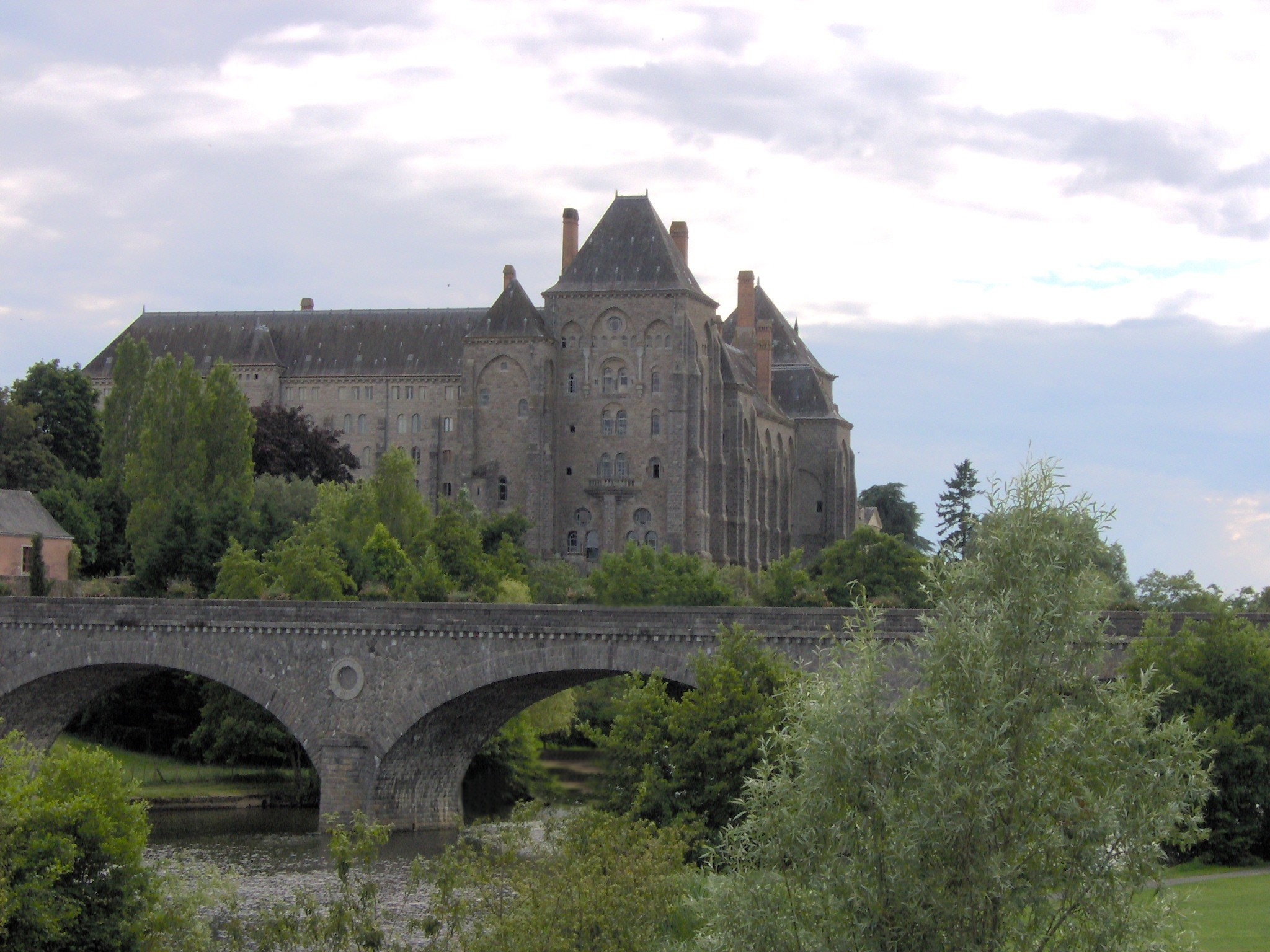
Abadia de Solesmes, origen de la congregació
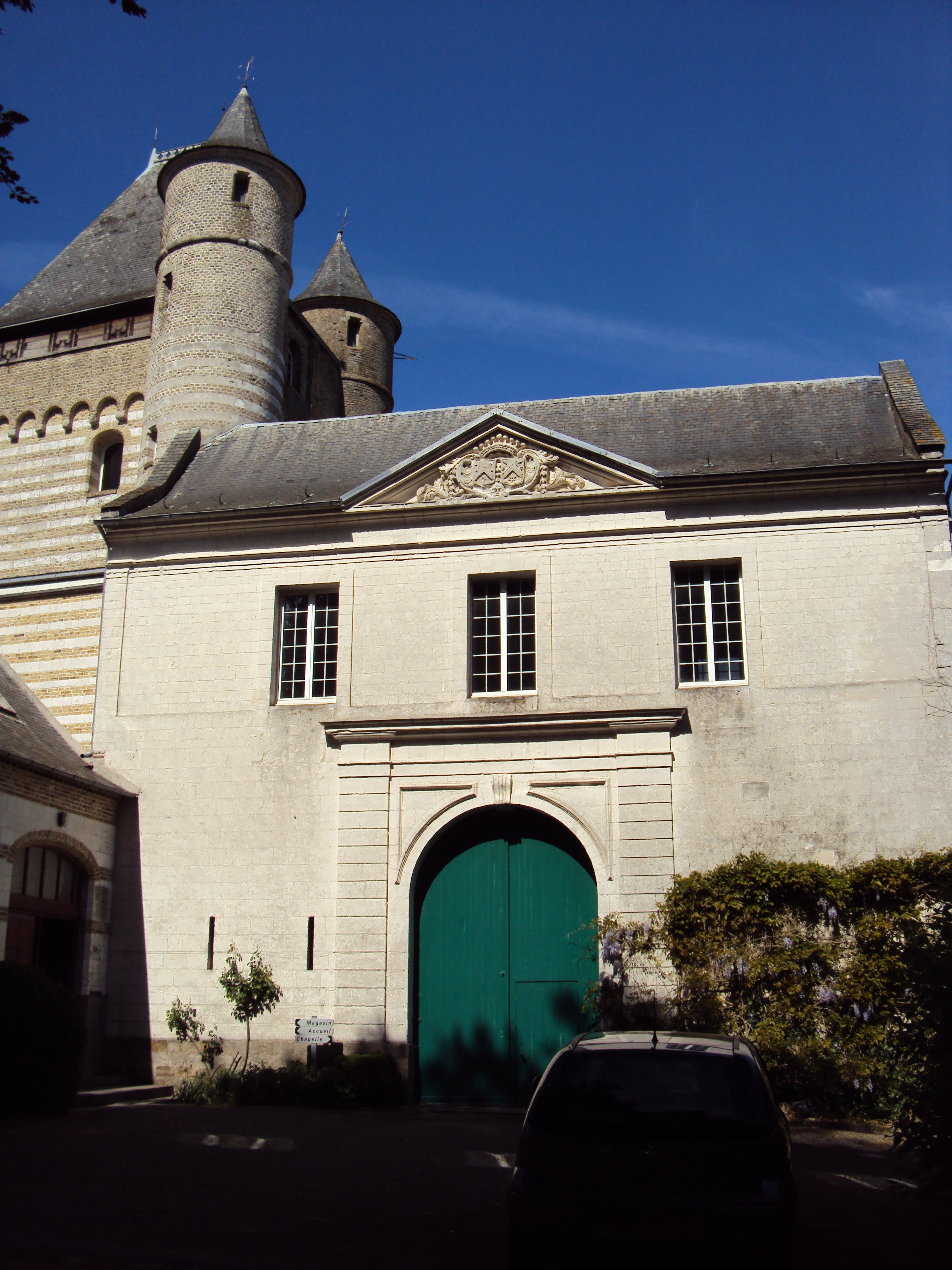
Abadia de Saint-Paul de Wisques

Altres monestirs, tant de França (Ligugé en 1853, Marsella (després passarà a Ganagobie) en 1856, Wisques en 1889, Clervaux en 1890, Sainte-Marie (a París) en 1893, Saint-Wandrille en 1894, Kergonan en 1897) com d'altres estats --Espanya (Silos en 1880), Luxemburg, Països Baixos—s'adheriren a la congregació, compartint-ne la litúrgia. Com que les congregacions benedictines dels olivetans i de Subiaco també van obrir cases a França, en començar el segle xx, la congregació va renunciar al seu nom primer i va prendre el nom de la casa mare: Congregació de Solesmes.
La llei d'associations de 1901 prohibia la vida monàstica a França, per la qual cosa la congregació funda comunitat en altres llocs: Saint-Benoît-du-Lac (Quebec) en 1912, Quarr (Illa de Wight, Anglaterra) en 1922.
Passada la Segona Guerra Mundial, Solesmes pot tornar a fundar a França: Fontgombault en 1947, i a les colònies: Keur Moussa (Senegal) en 1961, i en altres llocs com Palendriai (Lituània) en 1998. Fontgombault, al seu torn, funda Randol en 1968, Triors en 1984, Gaussan en 1994 i Clear Creek (EUA) en 19991.

## Activitat i difusió
L'activitat del monjo de Solesmes és la mateixa que la dels monjos benedictins d'altres congregacions, centrada en la pregària i el treball manual i intel·lectual. En particular, la congregació ha destacat per la seva tasca de restauració de la litúrgia i del cant gregorià, del que els cors de monjos d'aquests monestirs, com el de Silos, són reconeguts especialistes i intèrprets.
Avui (2011), la congregació compta amb 31 monestirs (vuit d'ells femenins), en deu estats: catorze a França, quatre a Espanya, dos al Regne Unit, Canadà, Estats Units i el Senegal, i dos priorats a Martinica, i un a Luxemburg, Països Baixos, Lituània.
Cada monestir és autònom, tot i que guarden un llegat comú pel que fa a directrius, especialment en el referent a la litúrgia.
- Abadia de Solesmes (França), 1833
- Abadia de Ligugé (França), 1853
- Abadia de Ganagobie (França), 1856
- Abadia de Santo Domingo de Silos (Burgos, Espanya), 1880
- Abadia de Saint-Paul de Wisques (França), 1889
- Abadia de St. Marie, París (França), 1893
- Abadia de Fontenelle o de Saint-Wandrille (França), 1894
- Abadia de Clervaux, Luxemburg, 1890
- Abadia de Sainte-Anne-de-Kergonan, Plouharnel (França), 1897
- Abadia de Saint Benoît du Lac, Quebec (província) (Canadà), 1912
- Abadia de Quarr, Illa de Wight, Anglaterra, 1922
- Priorat de Montserrat, Madrid (Espanya), 1939
- Priorat de Notre-Dame du Mont des Oliviers (Schoelcher, Martinica), 1947
- Abadia de Fontgombault (França), 1948
- Abadia de Vaals, Països Baixos, 1951
- Abadia de Leire, Esa, Navarra (Espanya), 1954
- Abadia del Valle de los Caídos (prop de Madrid, Espanya), 1958
- Abadia de Keur-Moussa, Senegal, 1963
- Abadia de Randol (Aydat, França) 1971
- Abadia de Triors (França), 1984
- Priorat de Gaussan (França), 1994
- Priorat de Palendriai, Lituània, 1998
- Priorat de Clear Creek, EUA, 1999

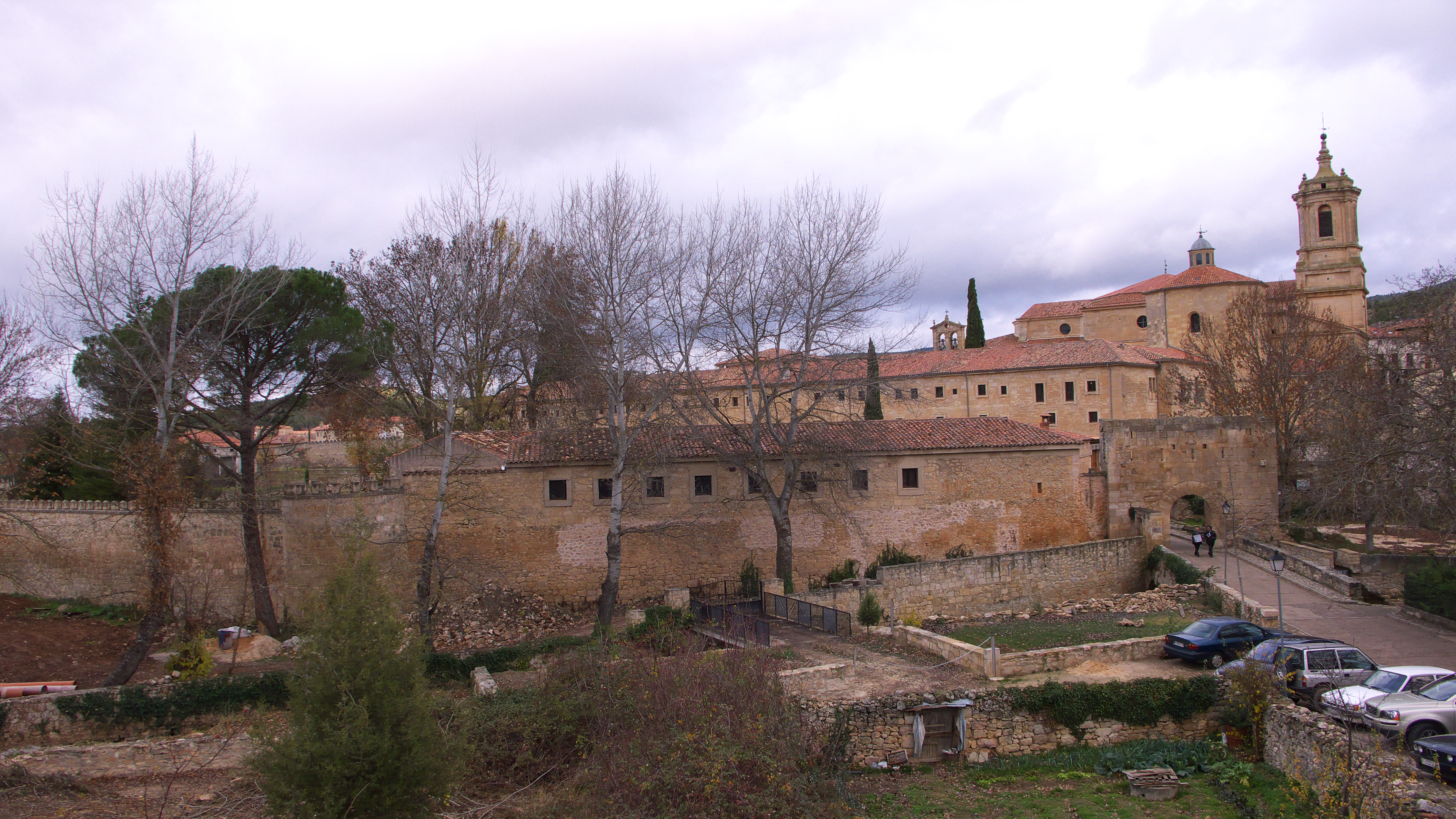
Monestir de Silos (Burgos)
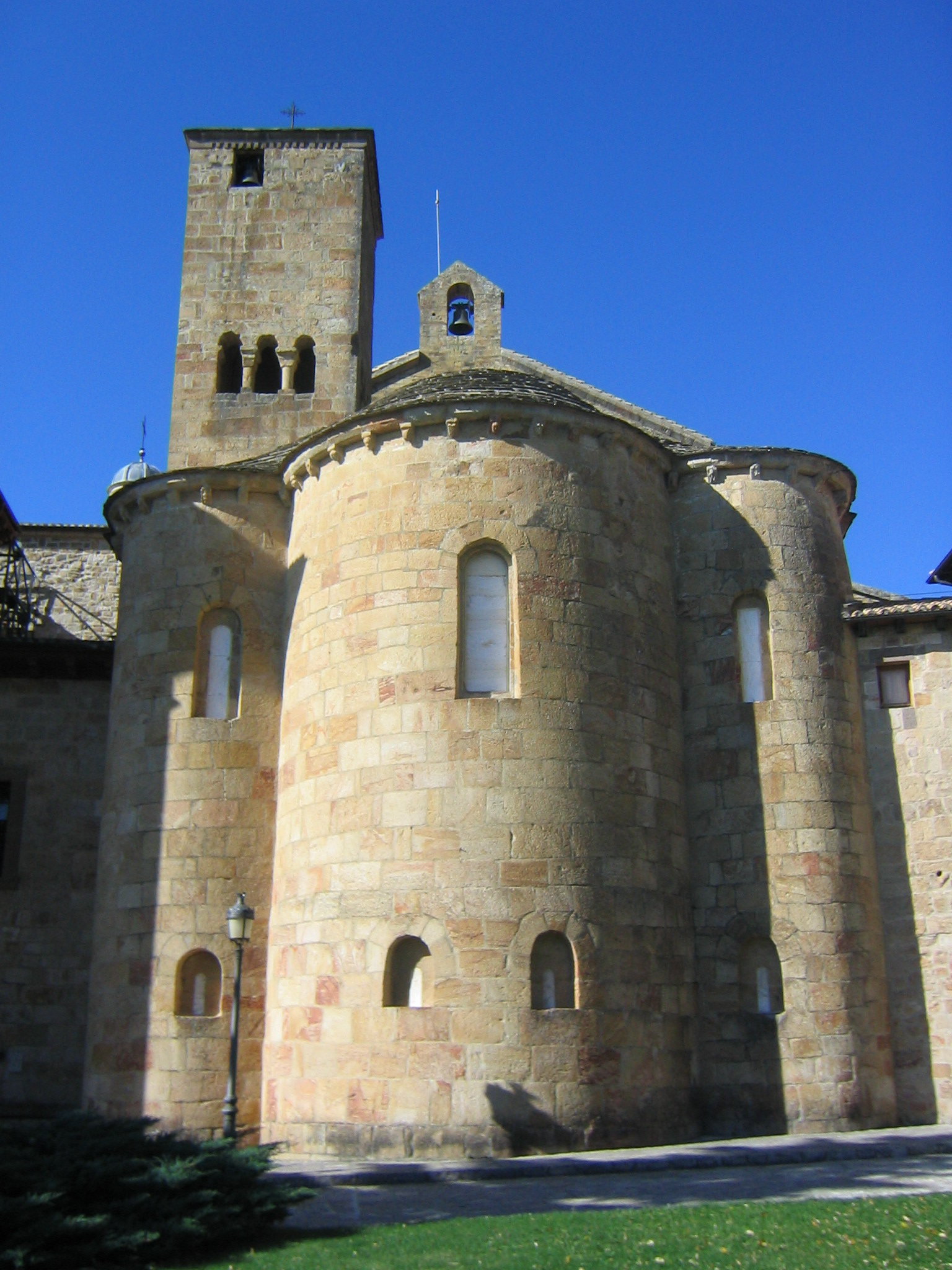
Monestir de Leyre (Navarra)
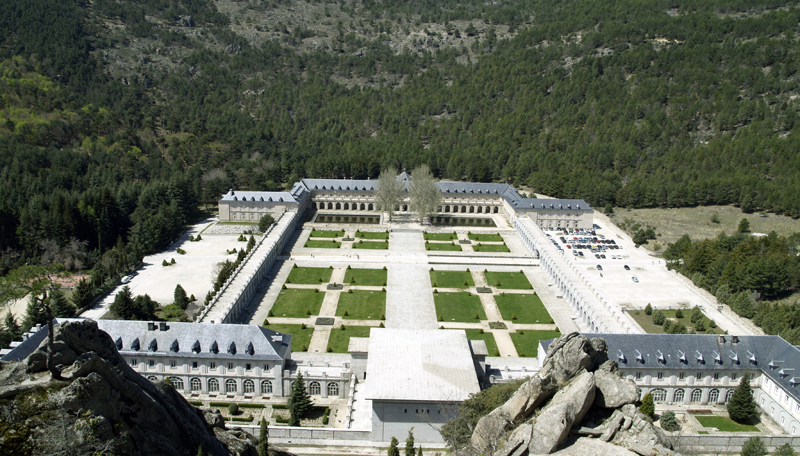
Abadia del Valle de los Caídos
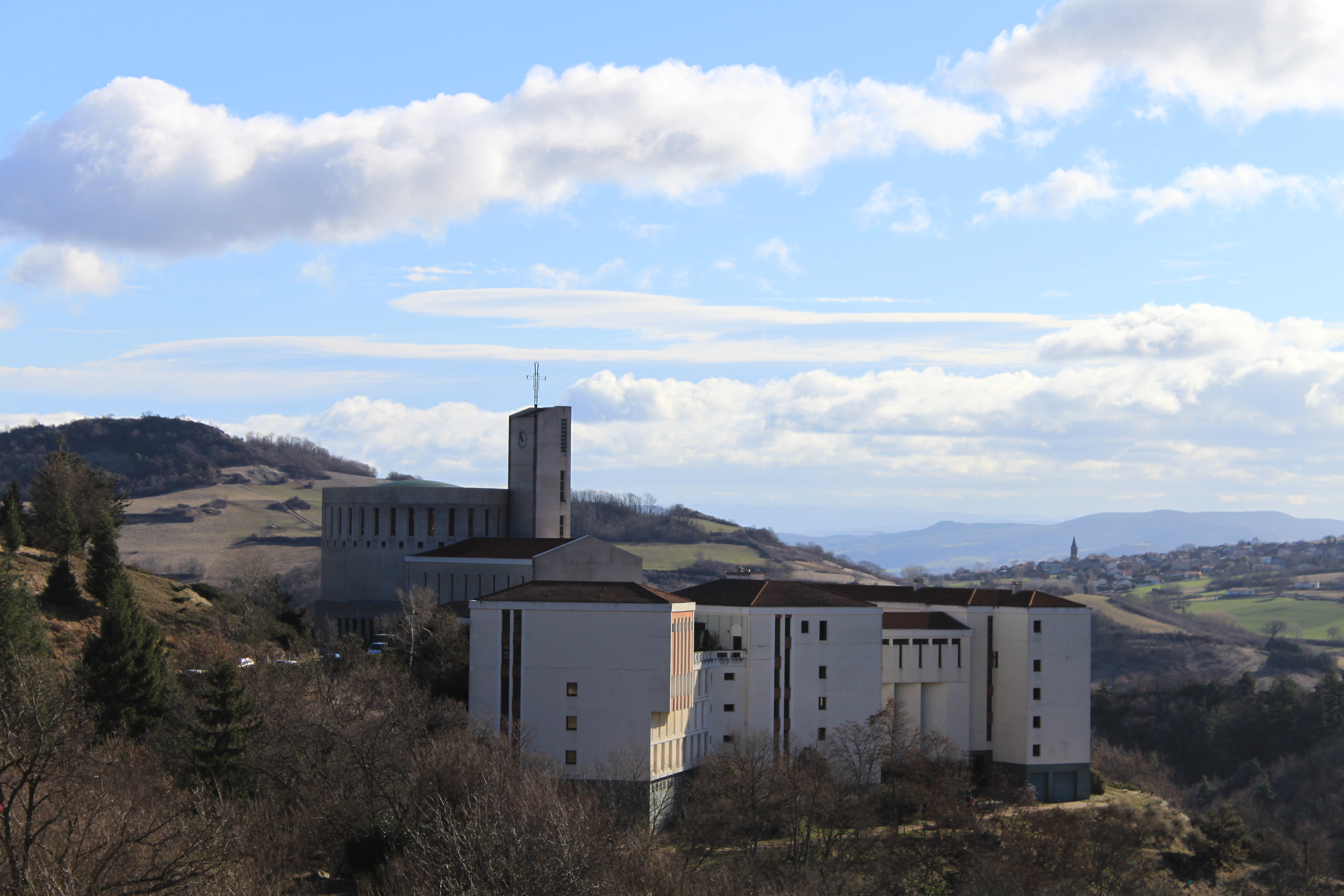
Notre-Dame de Randol

Alguns dels monestirs són de monges:
- Abadia de Sainte-Cécile de Solesmes (1866)
- Abadia de Ryde (1882) (Illa de Wight)
- Abadia de Notre-Dame de Wisques (1889)
- Abadia de Saint-Michel de Kergonan
- Priorat de Keur Guilaye (Dakar, Senegal)
- Priorat de Sainte-Marie-des-Anges (1977) (Le Carbet, Martinica)
- Abadia de Sainte-Marie-des-Deux-Montagnes (Sainte-Marthe-sur-le-Lac, Quebec)
- Monestir del Cœur Immaculé de Marie de Westfield (Vermont, EUA)